# Sehmatal
Sehmatal è un comune di 7.202 abitanti della Sassonia, in Germania.
Appartiene al circondario dei Monti Metalliferi (targa ERZ).

## Storia
Il comune di Sehmatal venne creato il 1º gennaio 1999 dalla fusione dei comuni di Cranzahl, Neudorf e Sehma.